# Sängerbund „Dreizehnlinden“
Der Sängerbund Dreizehnlinden war ein 1896 gegründeter Chor in Wien.

## Gründung und Vereinsleben
Initialzündung für die Gründung war eine Männerwallfahrt nach Mariazell im Sommer 1896. Im ersten Jahresbericht führt der Sängerbund den Anlass seines Entstehens damit an, dass in den Jahren davor bei katholischen Festlichkeiten „ein größerer, leistungsfähiger, katholischer Männerchor, dessen gediegene Productionen zur Verschönerung derartiger Feste nicht wenig beigetragen hätten“, gefehlt habe.
Benannt wurde er nach einem katholischen Bestseller seiner Zeit, dem 1877 veröffentlichten Epos Dreizehnlinden von Friedrich Wilhelm Weber. Zunächst war es ein reiner Männerchor, bald aber scharten sich auch Frauen um den erst 22-jährigen Chormeister und Mitbegründer Ferdinand Habel, zu dem Zeitpunkt Organist an der Dominikanerkirche, später dort Regens chori und ab 1921 Domkapellmeister am Stephansdom. 1897 entstand parallel ein Frauenchor, wobei beide Chöre gemeinsam auftraten. 1911–1913 trat dann an deren Stelle der „gemischte“ Sängerbund Dreizehnlinden, der regelmäßig die kirchenmusikalischen Aufführungen in der Dominikanerkirche verstärkte, aber auch in eigenen Konzerten in Erscheinung trat.
Nicht nur künstlerisch konnte sich Dreizehnlinden rasch etablieren, sondern auch finanziell. Für das 9. Bestandsjahr konnten namhafte Einnahmen von 2586,12 Kronen vermeldet werden. Im Vergleich dazu führt Walter Sauer in seiner Publikation über das katholische Vereinswesen in Wien vor 1914 an, dass ein Facharbeiter im Baugewerbe um 1905 ca. 1620 Kronen verdiente, ein Taglöhner gar nur rund 900. Sauer zufolge kam es dann mit Karl Luegers Übernahme der Verwaltung der Stadt Wien zusätzlich zu einem förmlichen „Goldregen auf das katholische Vereinswesen“, von dem auch der Sängerbund Dreizehnlinden profitierte, der 1913 aufgrund seiner „religiösen und patriotischen Gesinnung“ 2500 Kronen erhalten habe.
Eine weitere Momentaufnahme aus Sauers Vereinsübersicht weist für 1911 167 Mitglieder aus, was durchaus der Mitgliederstärke kleinerer Kirchenmusikvereine entsprach. Eine Besonderheit dieses Sängerbundes war, dass sich der Kern des Vereins einerseits aus zahlreichen Familienangehörigen von Ferdinand Habels Frau Maria Habel, geb. Übelhör, zusammensetzte (Rudolf Übelhör fungierte lange Jahre auch als Obmann) sowie aus Mitgliedern der katholischen akademischen Verbindung Norica.
Die Auflösung erfolgte am 13. April 1939, um einer Anordnung des Präsidenten der Reichsmusikkammer vom 15. April über Eingliederung der Chorvereinigungen der „Ostmark“ in den „Reichsverband der gemischten Chöre Deutschlands“ zuvorzukommen.

## Repertoire

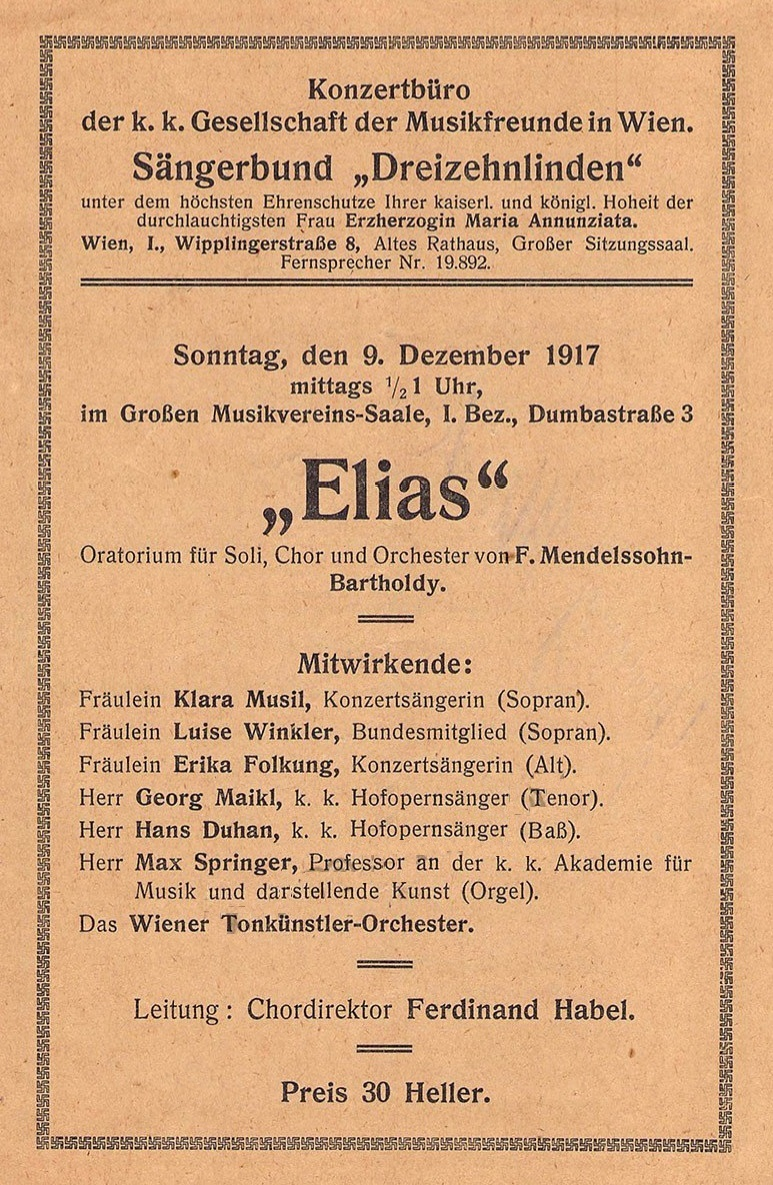
Konzertplakat 1917

Ferdinand Habel wählte von Beginn an ein breites Repertoire. Berühmt wurde der Sängerbund aber vor allem durch mustergültige Interpretationen großbesetzter und deshalb selten aufgeführter Chorwerke, darunter Josef Gabriel Rheinbergers Oratorium Christophorus (1904), Liszts Christus (1911) sowie Erstaufführungen der Oratorien Franziskus von Gabriel Pierné und Die Apostel von Edward Elgar. Einer der Höhepunkte in der Vereinsgeschichte war die Aufführung der Missa solemnis im Beethovenjahr 1927 im Wiener Stephansdom vor 10.000 Zuhörern.

## Rezeption
In Presseberichten wurden die Leistungen des Sängerbundes und insbesondere seines Spiritus rectors Ferdinand Habel einhellig positiv beurteilt. 1903 heißt es zum Beispiel, Dreizehnlinden hätte „unter der trefflichen Leitung des Vereinschormeisters Ferd. Habel durchwegs Gereiftes“ gebracht, und 1904 wird konstatiert, dass die Chordarbietungen des Vereines „von guter musikalischer Zucht und wirklicher Liebe zur edlen Sache seitens aller Mitglieder“ zeugen würden. Der Sängerbund zeichnete sich durch starken Zusammenhalt und auffallende Hingabe an die Sache aus. Ein Kritiker mit dem Kürzel „L. A. S.“ schreibt anlässlich der alljährlichen Gründungs-Liedertafel des Vereins im November 1906:
„Durch die Wahl der Chorwerke, sowie deren würdige Aufführung erhielt der Festabend ein besonderes Gepräge. Dies ist ein Verdienst des Vereinschormeisters Ferd. Habel und seiner dem wahrhaft Schönen in der Kunst huldigenden Sängerschaar. […] Das Bestreben Habels, eine gute Aufführung würdiger Chorwerke zu bieten und die Gefolgschaft seiner Getreuen sei hiermit lobend anerkannt. Dies gereicht nicht nur den Genannten zur Ehre, sondern schließt auch den Wert in sich, die musikalische Geschmacksrichtung zu veredeln und ihr jene Richtung zu weisen, welche das Bedürfnis nach wahrhaft schöner Musik zur Reife bringen mag.“
Für Habel war der Sängerbund ein wichtiges Werkzeug seines gesamten kirchenmusikalischen Wirkens. Die Reichspost zollt diesem Tatbestand in einem Artikel vom 29. März 1921 Tribut und stellt fest, dass der Sängerbund für Habel „auch für die Aufführungen in der Kirche ein unerschöpflicher Quell immer neuer Kräfte war und einen Rückhalt bot, ohne den die Erfolge undenkbar gewesen wären.“ Umgekehrt habe Dreizehnlinden aus der „steten Berührung mit der Kirchenmusik und der Betätigung im Vokalgesang“ ebenfalls Gewinn gezogen, denn erst dadurch habe er jene ihn „charakterisierende und in Wien wohl unerreicht dastehende Meisterschaft im Chorgesange“ erreicht.

In einem Nachruf auf Ferdinand Habel schreibt Gottfried Hanno Thaler (1908–1990), dass dieser von 1896 bis 1939 „in unablässiger Probenarbeit und mit sich nie genügender Selbstkritik“ einen Klangkörper herangezogen habe,
„der von Jahr zu Jahr mehr im Getriebe des Wiener Kunstlebens aufhorchen ließ. Hier war nicht nur technische Präzision im höchsten Ausmaß erreicht, bei allen Aufführungen des Sängerbundes ‚Dreizehnlinden‘ war ein Unterton hörbar, den man im sonstigen, vielfach kommerziell überdeckten Wiener Konzertbetrieb vergeblich suchte: das war kein Chor wie andere Chöre auch, eine Summe von Sängern, das war eine geistige Einheit, auf der gemeinsamen Basis christlicher Weltanschauung fußend und den großartigen Emanationen christlich-abendländischer Musikschöpfung – von der Matthäus-Passion bis zur ‚Schöpfung‘, vom Listzschen ‚Christus‘ bis zum Bruckner-Tedeum – unter ganz anderen Voraussetzungen zu dienen fähig.“
Wie sehr dieser Sängerbund dabei mit der Person seines Chorleiters Ferdinand Habel verbunden war, brachte Thaler mit folgender Aussage auf den Punkt: „Wenn der Sängerbund auch immer mehr von zahlreichen Dirigenten internationaler Bedeutung zu Mitwirkungen herangezogen wurde, seine zentrale Kraft, sein mahnendes Gewissen ist Ferdinand Habel geblieben.“